# Château d'Alandroal
Le château d'Alandroal est une fortification militaire médiévale située dans la freguesia de Alandroal, São Brás dos Matos e Juromenha (pt), sur le territoire de la municipalité de Alandroal (district d'Évora, Portugal),.
Il est classé Monument national depuis 1910.

## Historique

### Le château médiéval
Construit sous le règne du roi Denis Ier (1279-1325), selon l'inscription épigraphique au-dessus de l'une des portes, sa première pierre fut posée le 6 février 1294 par Dom Lourenço Afonso, Maître de l'Ordre d'Aviz. Une seconde inscription, sur la façade ouest du donjon (aujourd'hui intégré à la salle du Trésor de l'église paroissiale), signale l'achèvement de sa construction le 24 février 1298, avec le même Dom Lourenço Afonso comme Maître de l'Ordre. Une troisième inscription, sur la tourelle à droite de la porte principale, datée entre 1294 et 1298, fait référence au nom de son constructeur, qui s'identifiait uniquement comme Eu, Mouro Galvo.
Alandroal fut élevée au rang de ville par une charte de 1486, accordée par le roi Jean II (1481-1495). À ce titre, sous le règne de son neveu et successeur, le roi Manuel Ier (1495-1521), la ville et son château sont représentés par Duarte de Armas (pt) (Livro das Fortalezas, vers 1509).

### DuXVIIesiècleà nos jours
En 1606, la plupart des bâtiments de l'enceinte étaient en ruines. Au XVIIIe siècle, le complexe perdit sa barbacane, qui fut démolie pour faire place au nouvel hôtel de ville et à la prison du comté, à l'intérieur des murailles.
Considéré Monument national par décret du 16 juin 1910, ce n'est que dans les années 1940 que des travaux de consolidation et de restauration ont été réalisés, principalement la reconstruction de certains tronçons de murailles et le dégagement de la structure de nombreuses maisons qui, au fil des siècles, avaient été attachées aux remparts.

## Caractéristiques
Le château gothique présente un plan ovale (dans lequel s'inscrit un petit quartier intra-muros), renforcé par trois tours quadrangulaires aux angles et un solide donjon adossé au rempart. La porte principale (Porta Legal) est flanquée de deux tours quadrangulaires, légèrement avancées (pour permettre le tir vertical au-dessus de l'entrée), reliées par une courtine et surmontées de merlons pyramidaux.

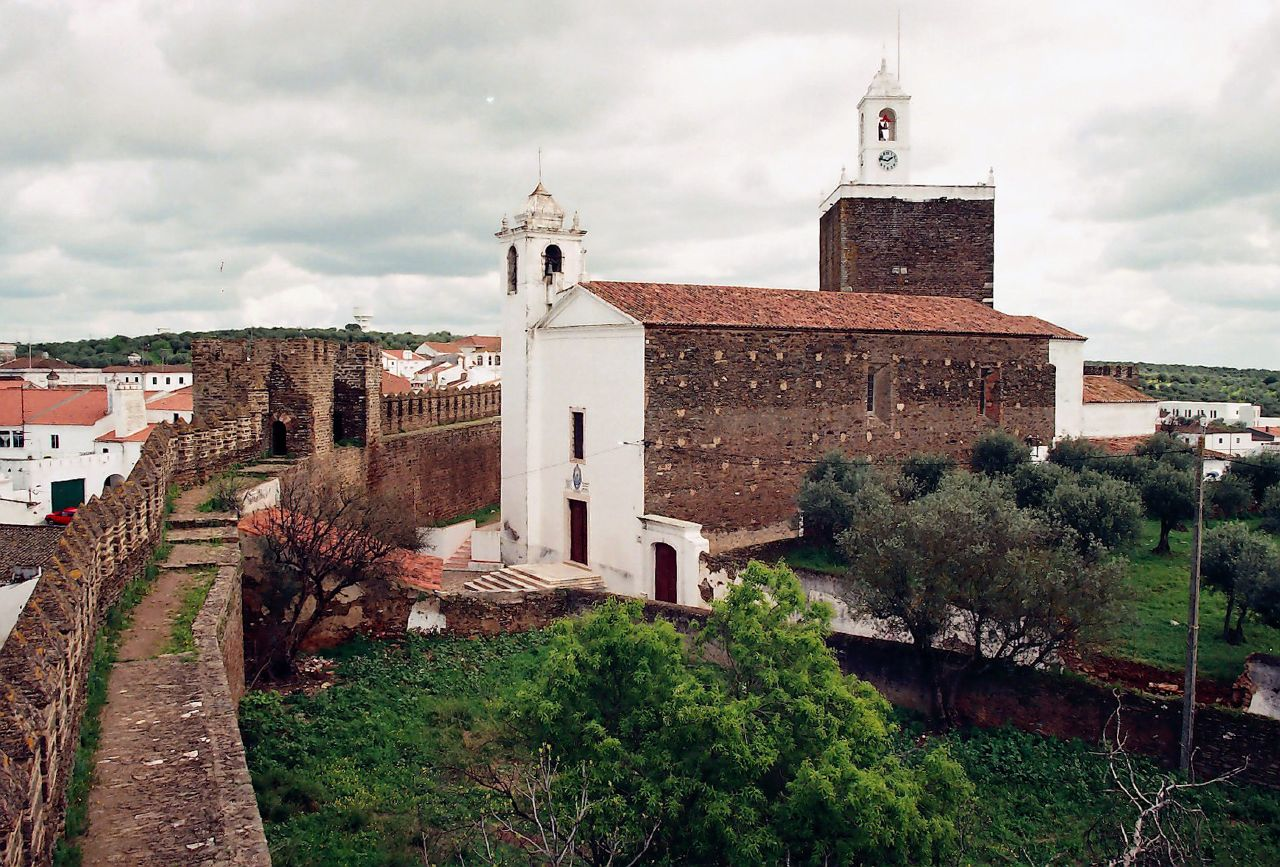
L'église N. Sra Da Graça et le chemin de ronde.

Le donjon, de plan quadrangulaire, est divisé en trois étages. L'accès à son intérieur est actuellement muré. L'église Notre-Dame-des-Grâces fut accolée à cette tour au XIIIe siècle. Elle présente ensuite des éléments Renaissance, notamment la voûte à caissons. En 1744, la terrasse de l'église fut utilisée pour la construction de la tour de l'horloge.
Le château, en position dominante, était entouré par les environs de la ville, avec un plan urbain très simple, composé d'une seule rue (rue du Château) orientée est-ouest, flanquée de deux portes. La Porta Legal, à l'est, par laquelle on accède au cimetière, est constituée d'un arc gothique avec un couloir, flanqué de deux tourelles quadrangulaires reliées par une courtine et surmonté de merlons pyramidaux. La seule rue traversant la ville commence ici et se termine à la Porta do Arrabalde, à l'ouest, avec ses meurtrières en marbre et également flanquée d'une tour. La hauteur extérieure de la porte porte l'inscription vara (unité de mesure de l'époque) utilisée pour mesurer le commerce local.
Les chercheurs soulignent également, comme signes distinctifs du contexte culturel islamique de son constructeur, en plus de l'épigraphie mentionnée précédemment, une fenêtre en forme de fer à cheval dans l'une des tours et des similitudes entre le système de tours de ce château et les murs almohades de Séville.

## Galerie

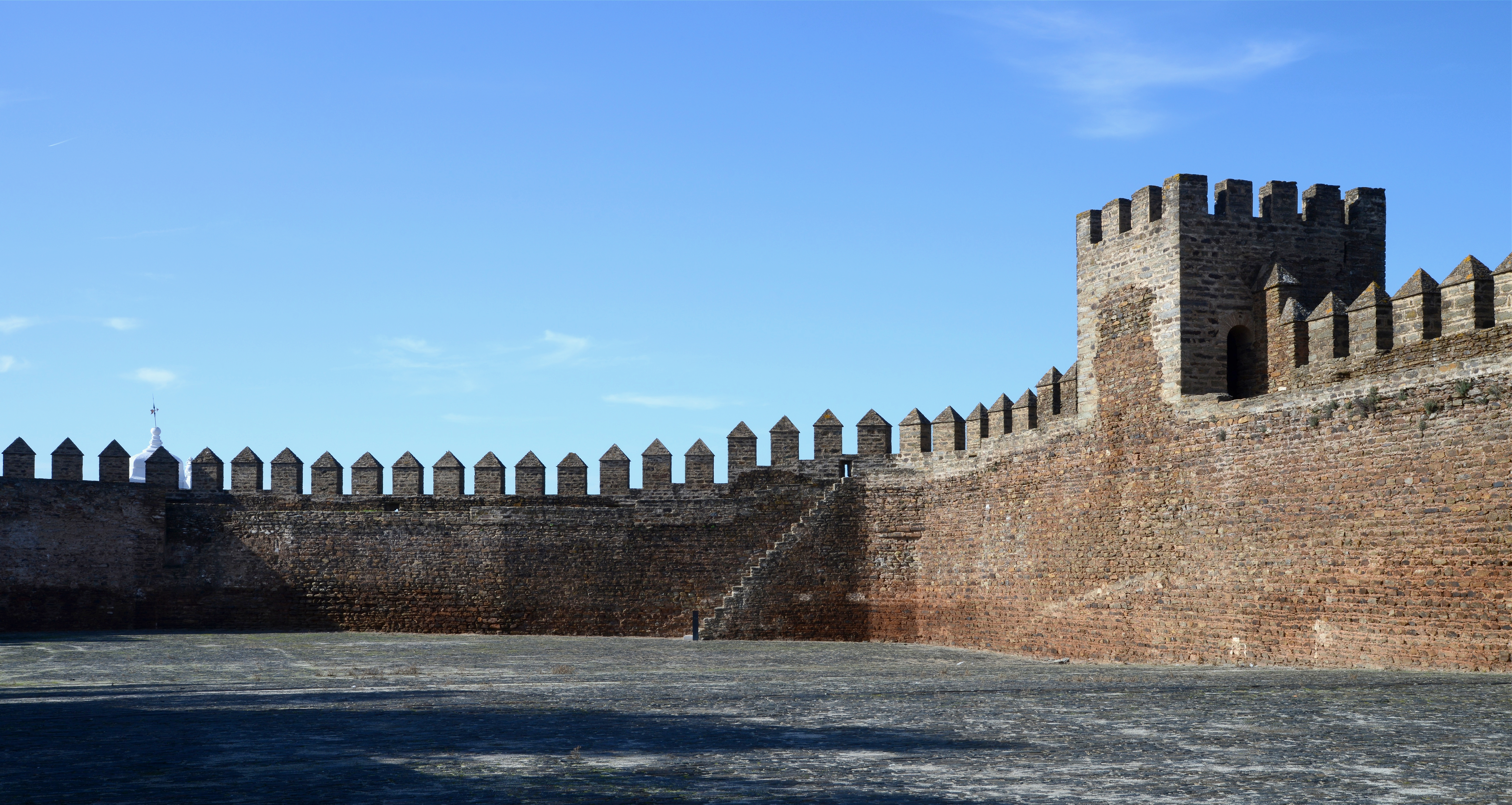
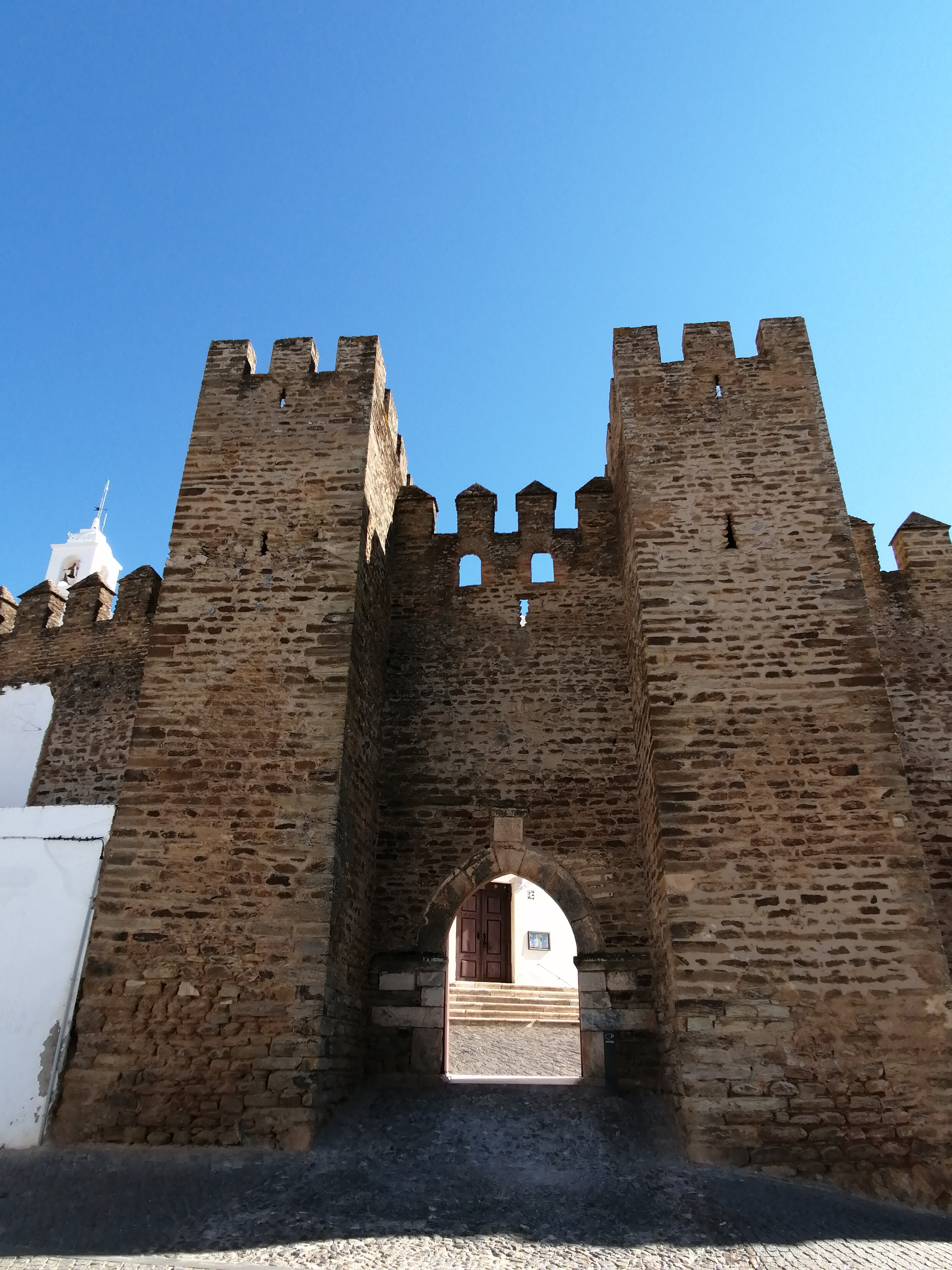
L'entrée principale.
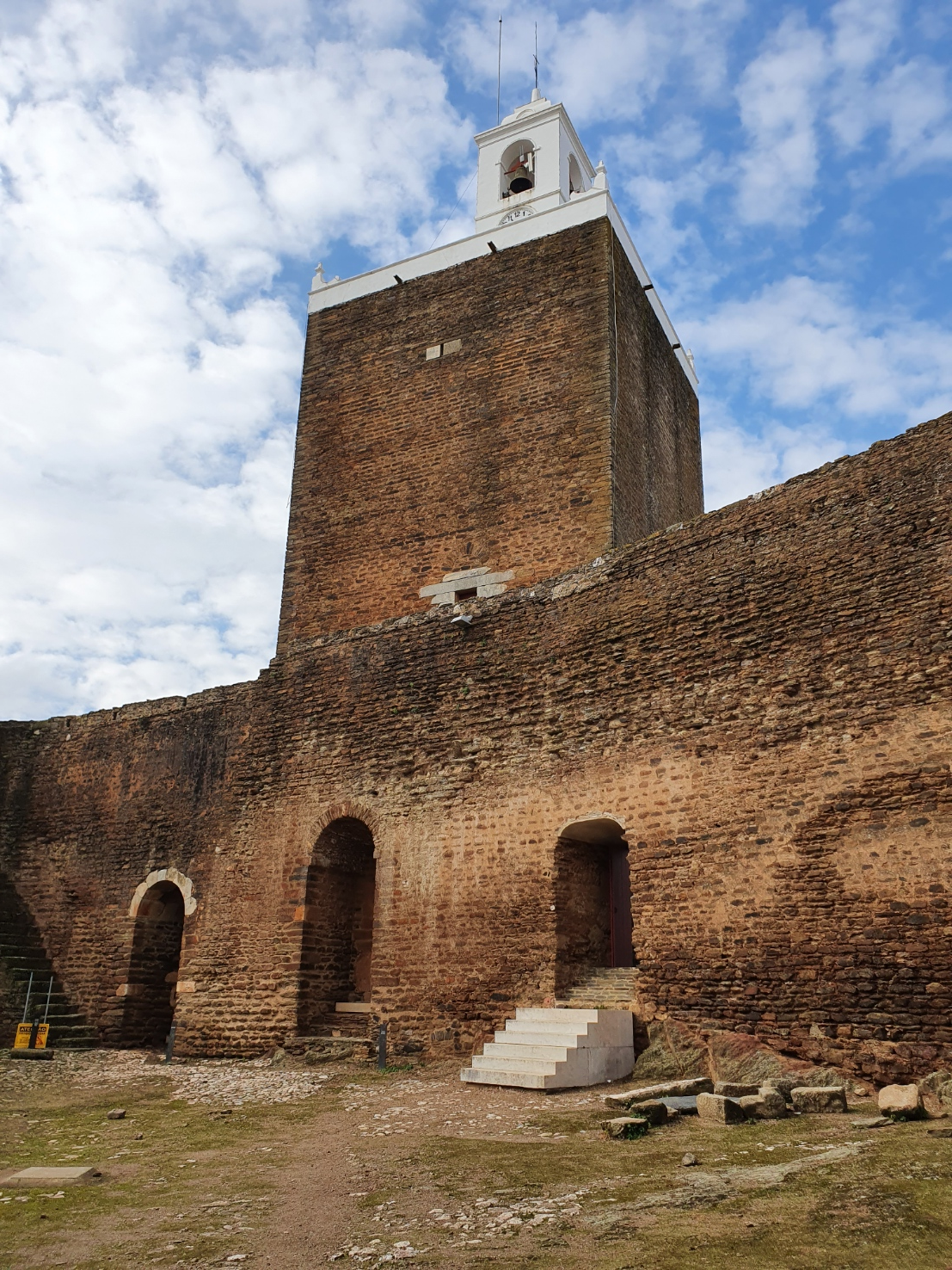
Tour de l'horloge.
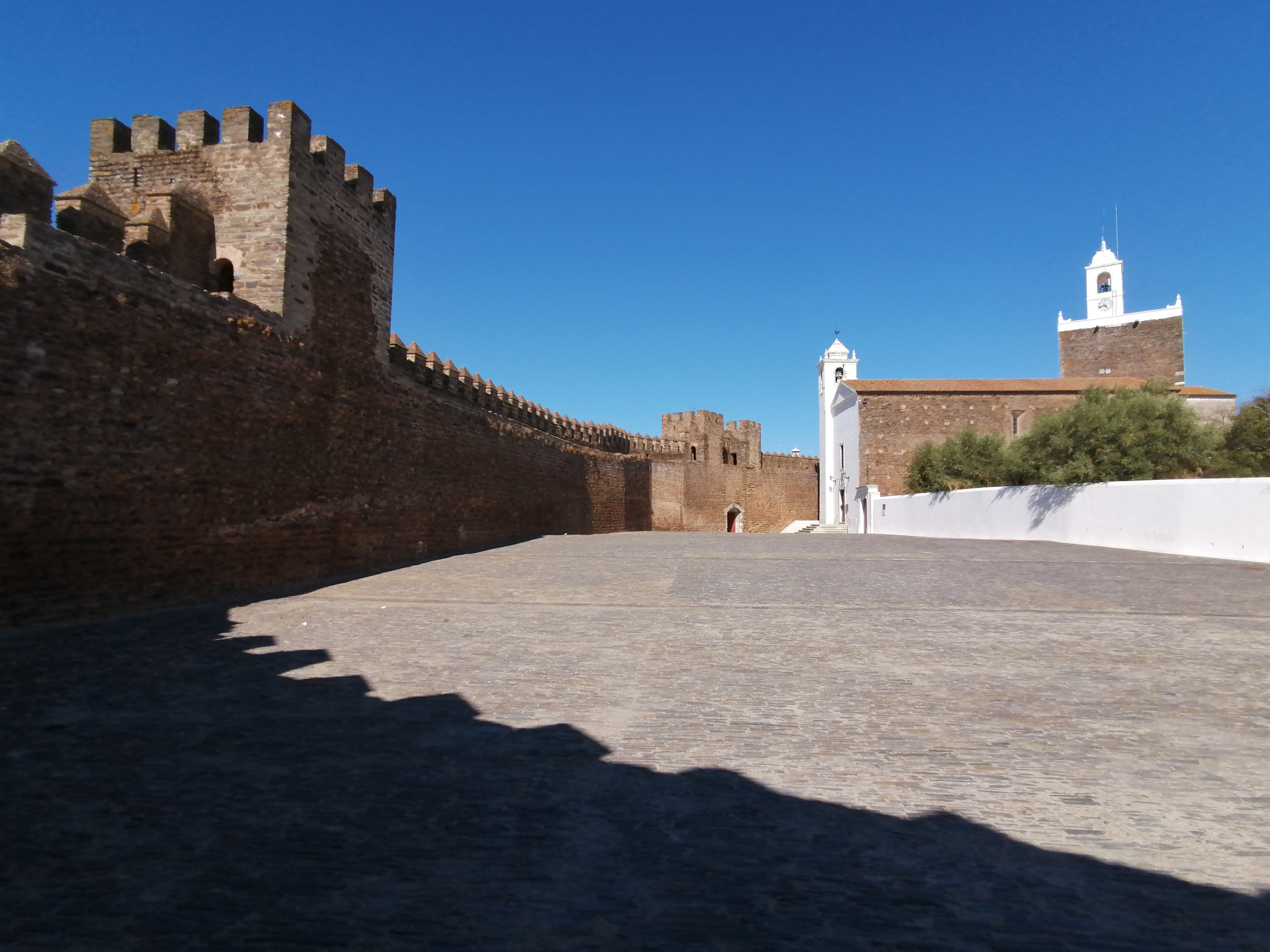
Cour intérieure.